# Balatonudvari
Balatonudvari község Veszprém vármegyében, a Balatonfüredi járásban. 

## Fekvése
A Balaton északi partján, a Balaton-felvidék középső részén helyezkedik el, a térség legnagyobb városának számító Balatonfüredtől 10 kilométerre nyugatra, a Tihanyi-félsziget szomszédságában. Különálló településrésze a központtól nyugati irányban fekvő Fövenyes üdülőterület.
A közvetlenül határos települések: észak felől Pécsely, északkelet felől Örvényes, délnyugat felől Balatonakali, nyugat felől Dörgicse, északnyugat felől pedig Vászoly. A településhez tartozó vízterületek érintkeznek még kelet felől Tihany, valamint délkelet felől a túlparti Balatonföldvár és dél felől Balatonszárszó vízterületeivel is.

### Megközelítése
A településen északkelet-délnyugati irányban végighalad a 71-es főút, így közúton ezen közelíthető meg Budapest irányából éppúgy, mint Keszthely vagy Tapolca felől is. A szomszédos települések közül Vászollyal egy számozatlan, alsóbbrendű út köti össze.
A hazai vasútvonalak közül a települést a MÁV 29-es számú Székesfehérvár–Tapolca-vasútvonala érinti, amelynek egy megállási pontja van itt, Balatonudvari megállóhely a község központjában, melynek közúti elérését önkormányzati utak teszik lehetővé. Fövenyes településrésznek is van önálló vasúti megállóhelye, de Fövenyes megállóhely már közigazgatásilag Balatonakali területén helyezkedik el.

## Története
A település Szent István király korától az 1945-ös megyerendezésig Zala vármegyéhez tartozott. Nevét valószínűleg a királyi udvarnokokról kapta. A falu neve az 1055-ben készült tihanyi alapítólevélben nem szerepel, de egy 1092-ben írt (feltehetőleg hamisított) oklevél már tartalmaz Udvarira vonatkozó megjegyzéseket. Az első fennmaradt okleveles említésében Vduory alakban szerepel. Az itteni birtok a Tihanyi apátságé, majd a leveldi karthauziaké, végül a veszprémi püspökségé volt egészen a 20. századig.
A községhatár nyugati része és a Balaton szögében üdülőtelep létesült Szent Antal-telep néven, amely 1945 után a Kiliántelep, 1990-ben pedig a Fövenyes nevet kapta.

## Közélete

### Polgármesterei
- 1990–1994: Vörösné Szita Edit (független)[5]
- 1994–1998: Teklovics László (független)[6]
- 1998–2002: Teklovics László (független)[7]
- 2002–2006: Teklovics László (független)[8]
- 2006–2010: Teklovics László (független)[9]
- 2010–2011: Szabó László (független)[10]
- 2011–2014: Szabó László (független)[11]
- 2014–2019: Szabó László (független)[12]
- 2019–2020: Szabó László (független)[13]
- 2022–2024: Sötét György (független)[14]
- 2024– : Sötét György (független)[1]

A településen 2011. november 6-án időközi polgármester-választást (és képviselő-testületi választást) tartottak az előző képviselő-testület önfeloszlatása miatt. A hivatalban lévő polgármester elindult a választáson és meg is erősítette pozícióját.
2020. november 22-ére ismét időközi polgármester-választást írtak ki a községben, mert a falut akkor már 10 éve vezető Szabó László 2020. szeptember 3-án lemondott posztjáról. A koronavírus-járvány kitörésekor elrendelt korlátozások azonban nem tették lehetővé a választás megtartását a kitűzött időpontban, s újabb időpontot is csak a veszélyhelyzet feloldását követően lehetett kiírni, ezért az új polgármester megválasztására végül csak 2022. május 8-án kerülhetett sor.

## Népesség
A település népességének változása:
| Lakosok száma | 310  | 310  | 301  | 367  | 327  | 350  | 348  |
|               | 2013 | 2014 | 2015 | 2021 | 2022 | 2023 | 2024 |

A 2011-es népszámlálás idején a lakosok 83,6%-a magyarnak, 2,1% németnek, 0,3% románnak mondta magát (16,4% nem nyilatkozott; a kettős identitások miatt a végösszeg nagyobb lehet 100%-nál). A vallási megoszlás a következő volt: római katolikus 51,7%, református 12,7%, evangélikus 0,7%, felekezeten kívüli 6,8% (28,1% nem nyilatkozott).
2022-ben a lakosság 88,1%-a vallotta magát magyarnak, 2,8% németnek, 0,6% bolgárnak, 0,3% szerbnek, 1,8% egyéb, nem hazai nemzetiségűnek (11,3% nem nyilatkozott; a kettős identitások miatt a végösszeg nagyobb lehet 100%-nál). Vallásuk szerint 33,6% volt római katolikus, 12,2% református, 0,6% evangélikus, 0,3% egyéb katolikus, 17,7% felekezeten kívüli (34,9% nem válaszolt).

## Nevezetességei

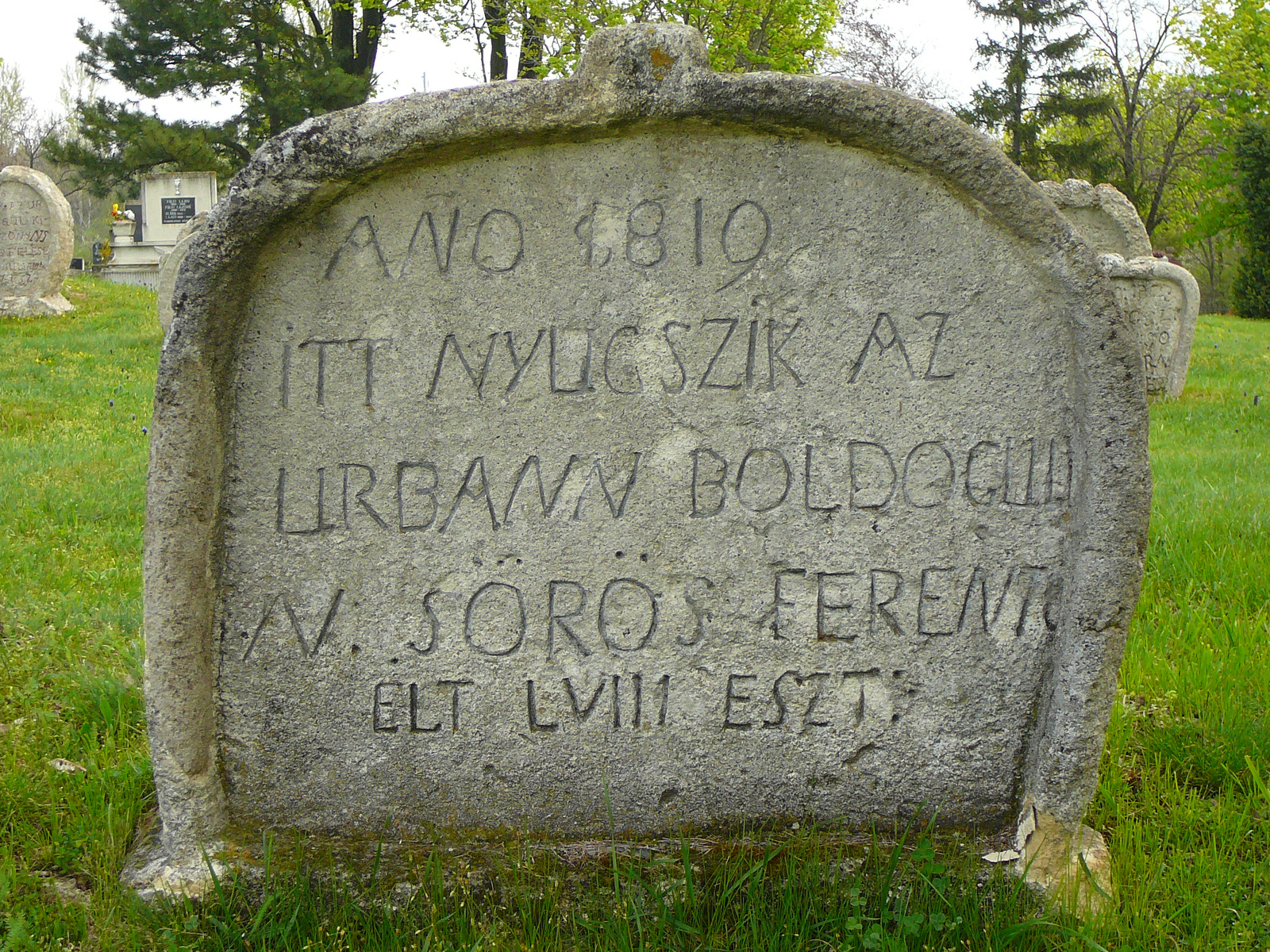
A temető egyik sírköve

- Balatonudvari temetője az itt található több tucatnyi, szív alakú, fehér mészkőből faragott sírkőről nevezetes, melyek eszmei értéke miatt az egész temető védettnek minősül. A több mint hatvan ilyen sírkő mint népi műemlék különlegességnek számít, mert hazánkban hozzájuk hasonlót csak egy-két helyen látni (például néhányat Balatonfüred temetőjében). A sírköveken 1808–1840 közötti évszámok olvashatók, bár az idő több helyen olvashatatlanná tette a feliratokat. Némelyiken jól látszik, hogy a kőfaragásban és helyesírásban is járatlan helyi kőfaragók munkája lehet. A leggyakoribb családnevek a Kozma és a Kerkápoly (Eötvös Károly).[20] Sokan próbálták már megfejteni, miért faragtak ilyen szív alakú sírköveket ebbe a temetőbe; a pontos válasz nem ismert, de a róluk szóló legenda a helytörténeti galériában megtalálható.

De sírköve mégis van vagy harminc. Az se olyan, mint másutt. Se nem márvány, se nem gránit. Hol venné itt azt a költséges követ a szegény ember? De a sírkőnek még alakja is más, mint ahogy szokás. Ily alakú sírkövet én sehol se láttam. Nem is hiszem, hogy volna valahol. Volt Balatonudvariban valaha egy szegény ember. Valami furcsa ember, találékony elme, olyan falusi ezermester. Kitalálta, hogy a sírkövet szív alakúra kell faragni. Legyen lába, amelyet elültessenek a sírban nyugovó fejéhez, de ami kimarad a földből, olyan legyen az, mint az ember szíve. Arra jöjjön rá az írás.
- Szent Márton-templom – római katolikus templom (a helyén állt középkori templomot 1840 táján építették át klasszicista stílusban)

## Képgaléria

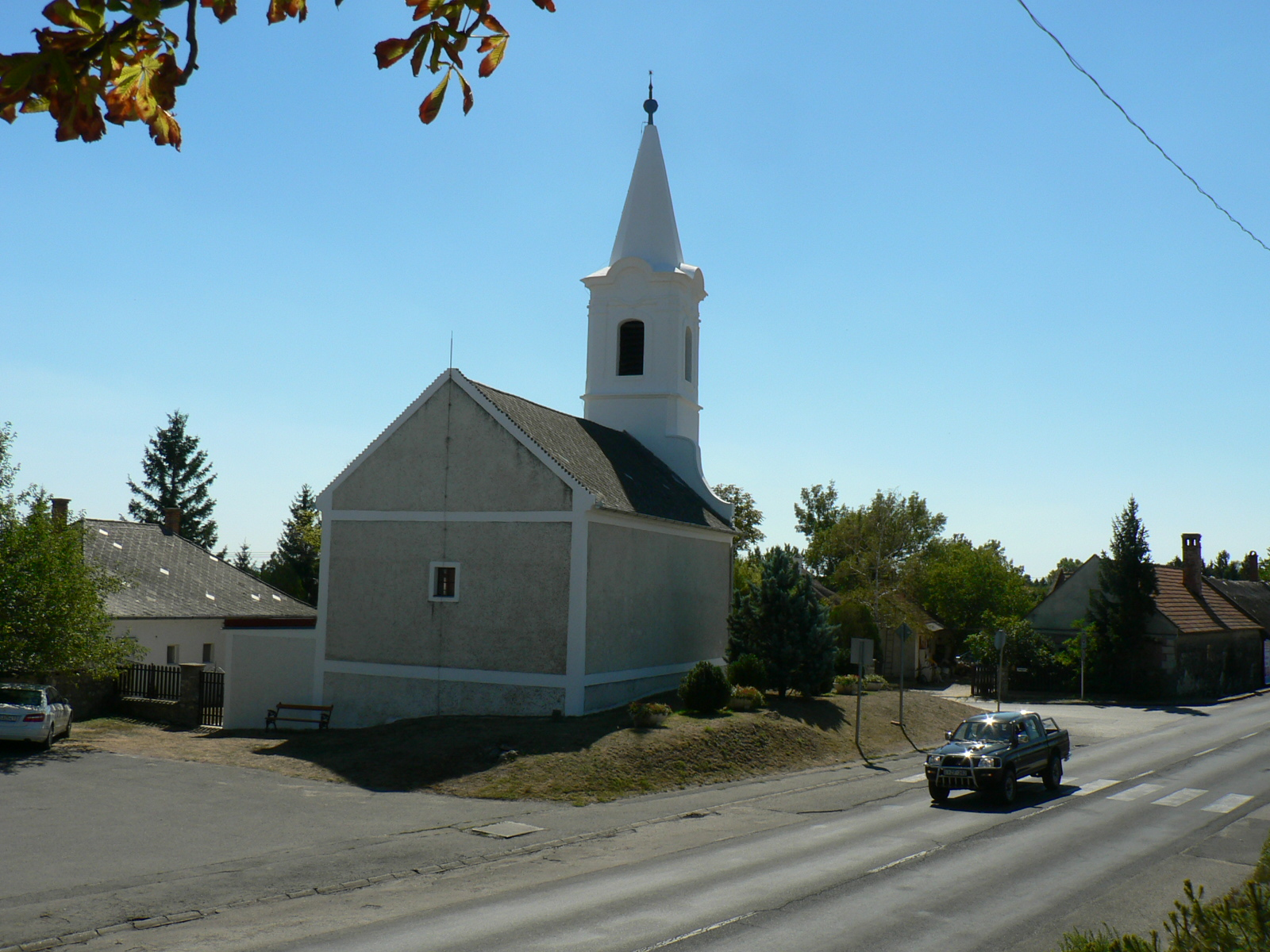
Református templom
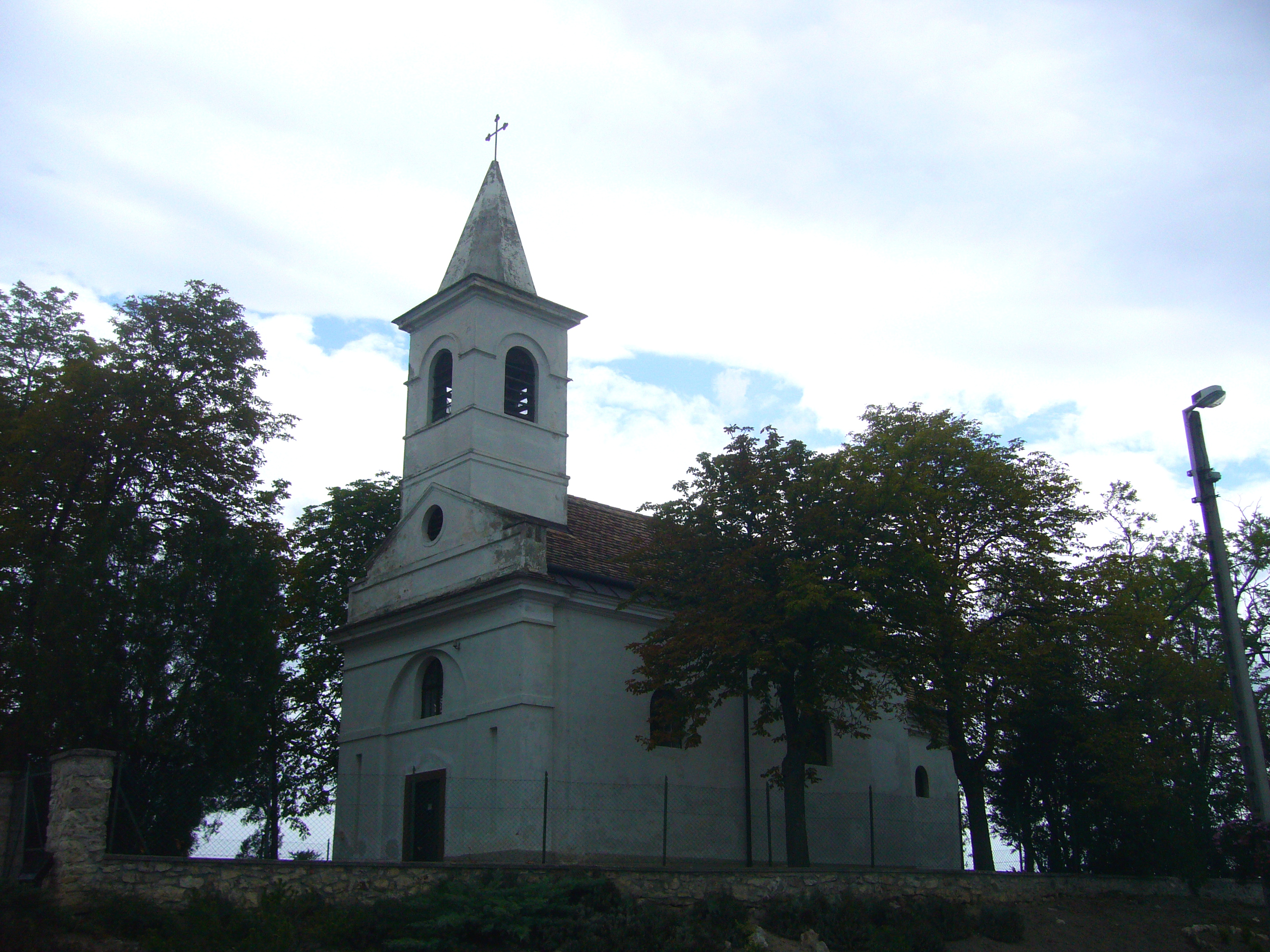
Szent Márton római katolikus templom
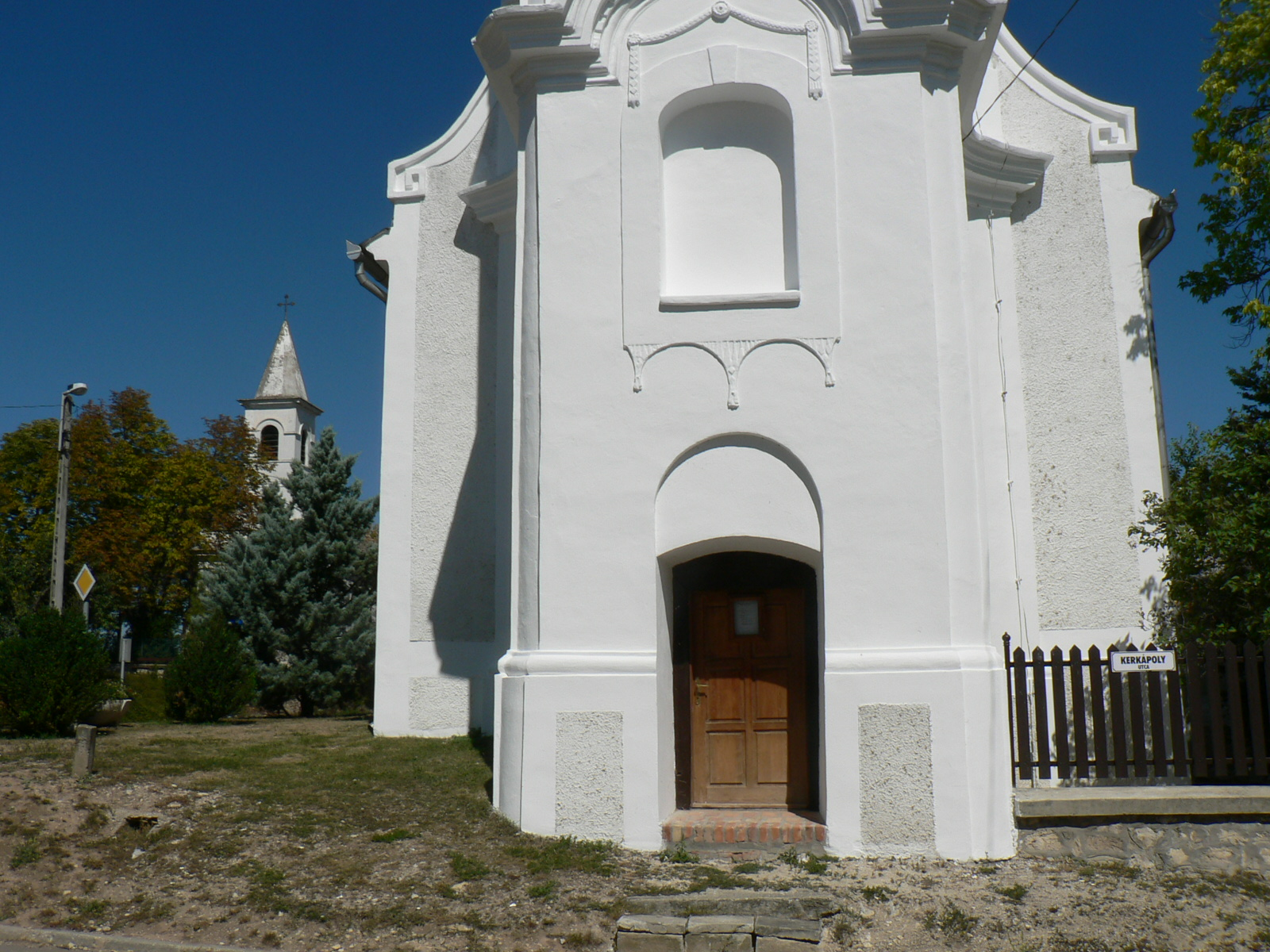
A református templom homlokzata

## Testvértelepülések
- Foktő, Magyarország

## Érdekességek
- Jól felismerhetően Balatonudvari területén (elsősorban a Vászolyra vezető országút térségében) vették fel a 2022-ben bemutatott, története szerint túlnyomórészt Balatonfüreden játszódó (és jobbára ott is forgatott) Nyugati nyaralás című játékfilm több jelenetét.